# 南羅納德賽島
南羅納德賽島是蘇格蘭的島嶼，位於大西洋海域，屬於奧克尼群島的一部分，長12公里、寬8.5公里，面積49.8平方公里，最高點海拔高度118米。

## 外部連結
- Undiscovered Scotland Page（页面存档备份，存于）

58°47′N 2°57′W / 58.783°N 2.950°W